# Monanus brevicornis
Monanus brevicornis is een keversoort uit de familie spitshalskevers (Silvanidae). De wetenschappelijke naam van de soort werd in 1886 gepubliceerd door Thomas Blackburn.